# M249 light machine gun
Pour les articles homonymes, voir LMG.

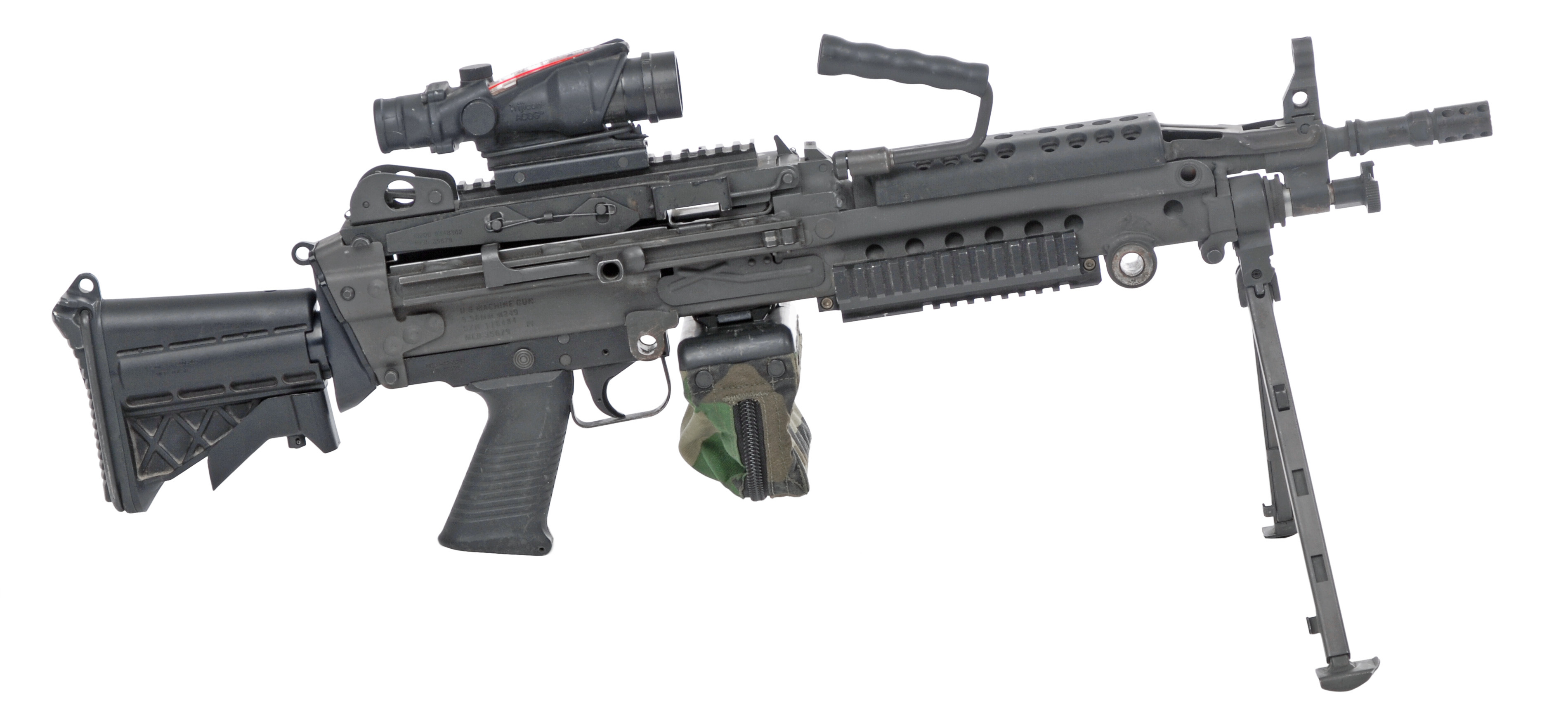
Un M249 SAW Para modernisé par l'ajout d'une crosse télescopique (type Colt M4) et de rails Picatinny.

Le M249 Light Machine Gun (LMG ; en français : « fusil mitrailleur léger M249 »), anciennement M249 Squad Automatic Weapon (SAW) et officiellement Light Machine Gun, 5.56 mm, M249 est l'adaptation pour l'armée américaine du fusil mitrailleur FN Minimi, un fusil mitrailleur belge fabriquée par la FN Herstal (FN).
Le M249 est fabriqué aux États-Unis en Caroline du Sud par la filiale américaine de FN Herstal, « FN Manufacturing LLC », et est largement utilisé dans les forces armées américaines. Il a été introduit en 1984 après avoir été jugé comme la plus efficace d'un certain nombre d'armes candidates, afin de remédier au manque de puissance de feu des armes automatiques dans les petites unités. Il fournit aux escadrons d'infanterie le lourd volume de tir d'un fusil mitrailleur, combiné avec une précision et une portabilité proches de celles d'un fusil.

## Description
Le M249 fonctionne par emprunt de gaz et possède un système de refroidissement par air. Il dispose d'un canon à changement rapide, permettant au tireur de remplacer rapidement un canon surchauffé ou coincé.
Un bipied repliable est fixé près de l'avant du fusil mitrailleur, mais un trépied M192 LGM est également disponible.
Il peut être alimenté à la fois par des chargeurs de munitions reliés entre eux et par des chargeurs STANAG, comme ceux utilisés sur les M16 et M4. Cela permet au mitrailleur de l'arme d'utiliser des magasins de fusiliers comme source de munitions d'urgence au cas où il n'aurait plus de munitions reliées. Cependant, cela provoque souvent des dysfonctionnements lorsque le ressort du magasin a du mal à alimenter les balles assez rapidement pour correspondre à la cadence cyclique élevée du LMG.

## Utilisateurs

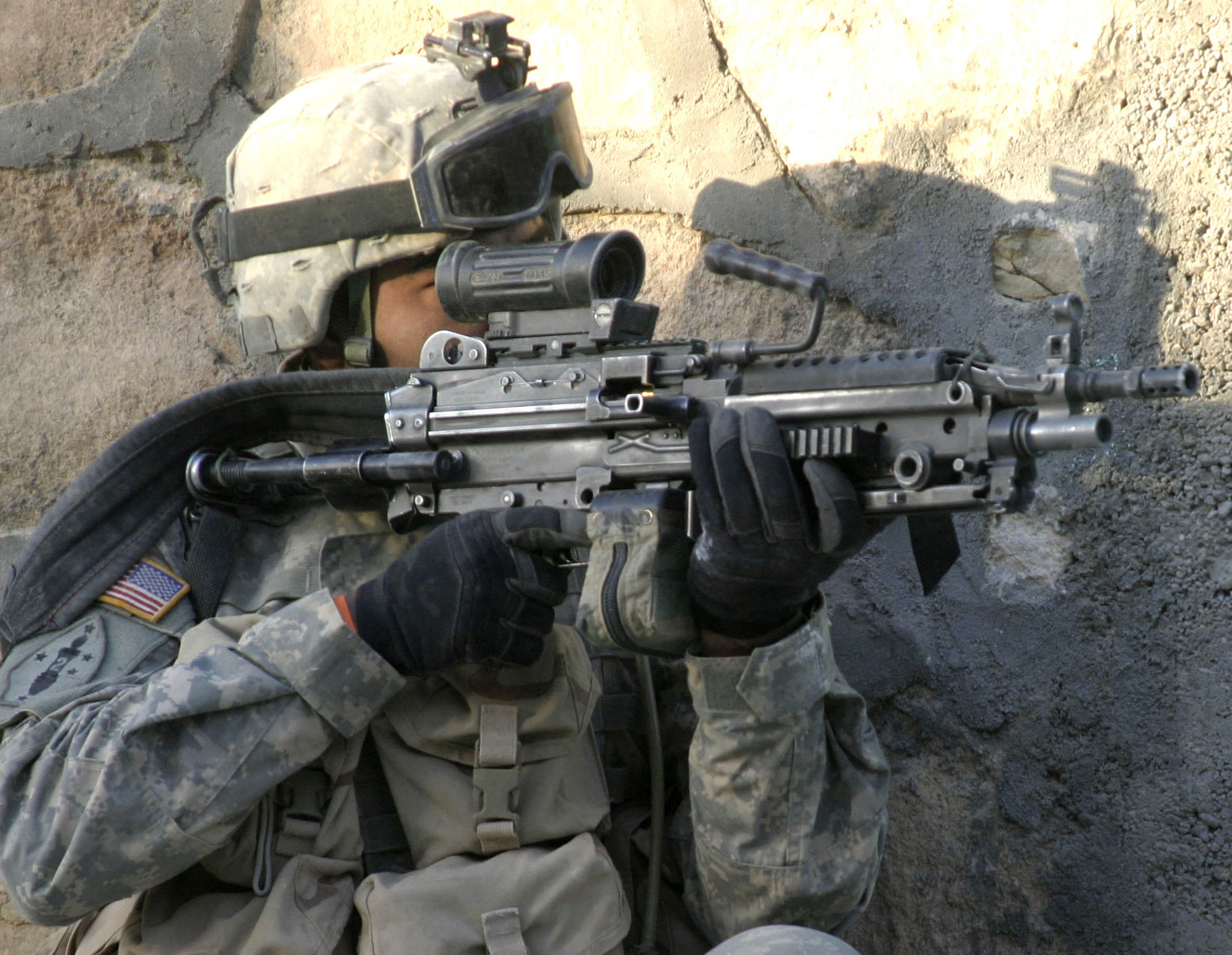
Un soldat américain avec un M-249 SAW Para.
La dotation théorique en munition est de 800 cartouches pour un automatic rifleman en mission de combat pour 3 jours.

Depuis l'invasion du Panama par les États-Unis en 1989, les M249 ont été dans les théâtres d'opération dans tous les conflits majeurs impliquant les États-Unis d'Amérique.
Les soldats sont généralement satisfaits de la performance de l'arme, bien qu'il y ait eu des problèmes par la saleté et le sable. En raison du poids et de l'âge de l'arme, le Corps des Marines des États-Unis a mis en place Le fusil automatique d'infanterie M27 qui remplacera prochainement partiellement le M249 dans l'unité militaire des États-Unis d'Amérique Marine Corps.
En plus de Forces armées américaines , la M249 est en service, en 2020,  au sein des forces armées des pays suivants alliés des USA : Afghanistan, Colombie, Hongrie, Irak, Liban,Malaisie,    Népal, Philippines et Thaïlande.